# Sort
Sort è un comune spagnolo di 2 360 abitanti situato nella comunità autonoma della Catalogna.